# Operacija Kočija
Operacija Kočija (izvirno angleško Operation Chariot) je potekala 28. marca 1942 in v njej so Britanci napadli francosko pristanišče Saint-Nazaire, ki so ga zasedli Nemci. S tem dejanjem so Britanci onemogočili edino atlantsko pristanišče, ki je zmoglo sprejeti večja nemška vojna plovila v svoj suhi dok, ter tako dodobra onemogočili delovanje površinske flote Kriegsmarine na Atlantiku. Glavni razlog za to tvegano operacijo je bilo zavarovanje zavezniških pomorskih konvojev, ki so bili življenjsko pomembni za Britansko otočje. Britanci so uspešno uničili cilj operacije, a je bila to Pirova zmaga, saj je padla skoraj tretjina udeležencev.

## Predhodno dogajanje
24. maja 1941 so se na severnem Atlantiku spopadle 4 velike vojne ladje: britanska bojna križarka HMS Hood in bojna ladja HMS Prince of Wales ter nemška bojna ladja Bismarck in težka križarka Prinz Eugen. V boju so Nemci zmagali in v njem je bil potopljen Hood. Tudi Bismarck je bil poškodovan in se je tako usmeril proti Saint-Nazairu. Toda na poti tja so Bismarcka potopila britanska letala. S tem se je pokazala vrednost tega pristanišča, saj je imelo edino na evropski obali Atlantskega oceana dovolj velik suhi dok, kjer so lahko popravili večje vojne ladje in bile v tem času tudi zaščitene pred letalskimi napadi. 
Vrednost takega pristanišča se je pokazala, ko sta se v francoski Brest zatekli nemški bojni križarki Scharnhost in Gneisenau, kjer sta preživeli več mesecev neuspešnih zavezniških letalskih napadov. Februarja 1942 sta pobegnili iz pristanišča in se prebili preko Rokavskega preliva v Baltsko morje, kljub nenehnim napadom Kraljevega vojnega letalstva  (RAF), Kraljeve vojne mornarice in baterij obalnega topništva.
Strateški pomen Saint-Nazairea pa se je povečal januarja 1942, ko je bojna ladja Tirpitz postala operativna, in se je premaknila iz Baltika v norveške obalne vode. V primeru, če bi Tirpitz zaplul v Atlantik in pričel ogrožati britanske pomorske konvoje, bi resno ogrozil preživetje celotnega otočja, saj so ti konvoji pomenili življenjsko linijo. Britanski načrtovalci so se pričeli ukvarjati z načrti, kako bodo preprečili Tirpitzu premik v Atlantik in kaj bodo naredili, če bo Tirpitzu uspelo prebiti njihovo blokado. Januarja so tako zaprosili lord Mountbattena, šefa združenih operacij, da pripravi načrt za uničenje normandijskega doka v Saint-Nazairu.
Z izgradnjo podmorniške baze in vse večjim vplivom nemških podmornic na potek britanskih preskrbovalnih konvojev se je strateški pomen Saint-Nazairea še bolj povečal in je tako postalo izredno pomembno, da čim prej napadejo pristanišče.

## Pristanišče
Najpomembnejši del saint-nazaireškega pristanišča je bil veliki suhi dok Forme Ecluse Joubert, ki je bil zgrajen za potrebe izgradnje velike oceanske potniške ladje Normandie; po ladji so dok poimenovali tudi normandijski dok. Zmožen je bil sprejeti ladje do 85.000 ton, torej bi lahko sprejel skoraj dvakrat tako veliko ladjo, kot je bil Tirpitz. 
Samo pristanišče je bilo sestavljeno iz več delov: glavni vhod, ki je bil zavarovan z vzhodnim valobranom, je bil povezan s bazenom St. Nazaire; v ta bazen se je povezoval tudi stari vhod, medtem ko je bil proti severu vhod v bazen Penhouet. Le-ta pa je bil povezan z normandijskim dokom, ki je imel neposredni vhod iz reke. Suhi dok je bil dolg več kot 350 m in širok 53 m. Posebnost doka so bila tudi vhodna vrata, ki so bila narejena v obliki drsečega in nepredušnega kesona, ki se je premikal na ležajih; keson je bil dolg 53m, visok 18m in širok 10m. Preko suhega doka so lahko v bazen Penhouet zaplule ladje (s tonažo nad 10.000 ton); v ta bazen se je navezovala tudi podmorniška baza. Ob času napada so Nemci izgradili že 9 zaklonišč, 5 pa jih je bilo v gradnji.

## Priprave na operacijo

### Načrt
Najbolj enostavna rešitev za uničenje suhega doka bi bilo letalsko bombardiranje. Ta možnost je odpadla, saj natančno bombardiranje takrat še ni bilo dovolj razvito in bombniki ne bi mogli zadeti zapornic in drugih vitalnih pristaniških delov iz velike višine. Zaradi močne nemške protiletalske obrambe pa je odpadla uporaba jurišnih oz. taktičnih bombnikov. Ker se zraven pristanišča neposredno nahaja tudi mesto, bi letalsko bombardiranje lahko povzročilo tudi številne žrtve med francoskimi civilisti. Možnost klasične desantne operacije so tudi kmalu zavrnili, saj se pristanišče nahaja 5 milj v ustju reke Loare, pri čemer se lahko v pristanišče dostopa le po ozkem kanalu, ki pa je bil branjen z obalnim topništvom. Za pomoč so se obrnili tudi na SOE, če bi lahko oni organizirali uničenje s pomočjo francoskih operativcev; tudi oni so zavrnili to možnost zaradi velike količine potrebnega eksploziva in dobro zastraženega pristanišča. 
Januarja so tako zaprosili lord Mountbattena, šefa združenih operacij, da pripravi načrt za uničenje normandijskega doka v Saint-Nazairu. 31. januarja je njegov štab tako predstavil njihov načrt, po katerem bi uporabili dva olajšana rušilca; prvi bi se zabil v zapornice in jih uničil z zakasnelo eksplozijo skritega eksploziva na krovu, medtem ko bi drugi v tem času napadel kopenske cilje in nato pobral posadko prvega rušilca ter se nato umaknil domov. RAF bi pa v tem času izvedel letalske napade v mestu in okolici, s katerimi bi odvrnil pozornost Nemcev od pristanišča. Admiraliteta je bila skeptična do načrta, saj bi morali žrtvovali en rušilec. Kljub temu so 3. marca podprli načrt in se odločili, da bodo znotraj Kraljeve vojne mornarice našli zastarel rušilec, ki ga bodo lahko uničili v sklopu operacije.

### Štab
Potem, ko je bil okvirni načrt pripravljen, so pričeli iskati tudi ljudje, ki bodo izvršili operacijo. Podpolkovnik Augustus Charles Newman, poveljnik No. 2 Commando, je bil določen za poveljnika komandosov v operaciji. Stotnik Bill Pritchard je bil izbran za pripravo načrta za uničenje pristaniških naprav; pri tem mu je pomagal tudi stotnik Bob Montgomery. Commander Robert Ryder je bil določen za vodjo pomorskega dela operacije. Moštvo je prišlo iz več komandosov (1, 2, 3, 4, 5, 6, 9 in 12). K operaciji so pritegnili tudi poročnika Nigela Tibbitsa, ki je bil zadolžen za nameščanje eksploziva na Campbeltown ter stotnika Williama Pritcharda, ki je bil zadolžen za načrtovanje postavitve eksplozivnih teles na pristaniških inštalacijah. 

### Pomorske sile
Kar nekaj časa po sprejetju načrta Admiraliteta še ni dodelila oz. izbrala rušilca, ki ga bodo uničili. Zaradi tega sta Newman in Ryder mislila speljati operacijo samo z motornimi čolni, a sta kmalu ugotovila, da ne bo šlo; posledično sta sporočila Admiraliteti, če ne bodo kmalu izbrali rušilca, bodo morali odpovedati operacijo. Tako je Admiraliteta končno izbrala zastareli rušilec razreda town HMS Campbeltown (I42), ki je bil bivši ameriški rušilec USS Buchanan (DD131), prodan Združenemu kraljestvu v sklopu prodaje 50 zastarelih rušilcev v zameno za uporabo pomorskih baz po svetu. 
Da bi zagotovili večji uspeh operacije, so se odločili, da bodo rušilec predelali in sicer iz dveh razlogov: zaradi značilnosti dostopa do pristanišče so morali zmanjšati ugrez rušilca za 1,7 m ter da bi rušilec priplul do pristanišča čim dalj neopažen, so se odločili, da ga bodo predelali tako, da bo bil podoben nemškim rušilcem razreda möwe. Da bi dosegli to, so odstranili zadnja dva dimnika in prva dva dimnika skrajšali ter prirezali pod različnim kotom. Dodali so dodatne oklepne plošče, da bi zavarovali most ladje in hkrati privarili dve vrsti plošč na krov, kjer se bodo skrivali komandosi. Da bi povečali bojno zmogljivost rušilca, so odstranili prednji 4-palčni top in ga nadomestili s 12-funtnim topom ter 8 20-mm Oerlikon topovi, ki so jih razmestili po palubi. Odstranili so tudi tri 4-palčne topove, lansirne cevi za torpeda, globinske bombe in vse nepotrebno strelivo. Za načrtovano eksplozijo pa so namenili 24 globinskih bomb Mark VII, vsaka težka 400 funtov; povezali so jih s cordtexom in vstavili vžigalne svinčnike, ki naj bi eksplodirali 8 ur po trčenju. Nigel Tibbits je strelivo namestil za prednji topovski stolpič (do tega naj bi se prednji del ladje zmečkal ob trku); izdelali so posebej jeklen rezervoar, ki je varoval rezervoar za gorivo, oboje pa so obzidali z betonom. 
Prvotno so nameravali izvesti operacijo z rušilcem in 8 hitrimi čolni; pozneje so ugotovili, da bi bila taka majhna skupina zelo ranljiva za morebitne napade nemških patruljnih čolnov, zato so skupini dodali še dva čolna. Potem so kopenski skupini dodali še 30 mož, zaradi česar so potrebovali še 4 nove čolne; pozneje pa je admiral sir Charles Forbes, poveljnik pristanišča v Plymouthu, našel še štiri torpedne čolne. Večino pomorske sile je tako predstavljalo 16 hitrih jurišnih čolnov razreda farmile B, ki so bili lesene konstrukcije ter so jih namenili za transport komandosov. Tudi te čolne so predelali in sicer so nadgradili njihovo oborožitev. Odstranili so edini 3-funtni top in ga zamenjali z dvema 20-mm Oerlikon topova; na krovu sta bili pa še dve .303-inčni mitraljeza Lewis. Te predelave pa so opravili le na 12 čolnih, saj so 4 prispeli prepozno in je tako zmanjkalo časa.
Za operacijo se namenili tudi motorno topnjačo MGB 314 razreda farmile C, ki ji je bil namenjen vodilni položaj v napadalnem ladijskem konvoju. Čoln je bil oborožen z dvema 2-funtnima topovoma in dvema 12,7mm težkima mitraljezoma. Poleg poveljnika, poročnika Dunstana Curtisa, so bili na krovu še navigator poročnik Green in glavni signalist F.C. Pike, ki je obvladal nemško komunikacijsko govorico. 
Da bi med operacijo napadli tudi notranji bazen normandijskega doka oz. še kakšne druge zapornice, so enoti dodali tudi torpedni čoln MTB 74, ki je bil posebej predelan tako, da je lahko izstreljeval torpeda preko protitorpednih mrež. Čoln je uporabljal t. i. Wynnovo orožje, posebej predelana torpeda, ki ob trku ob cilj niso eksplodirala, ampak so se potopila na dnu in po časovnem zamiku eksplodirala. Na ta način bi eksplodiral pod ladjo in jo še huje poškodoval. Največja pomanjkljivost tega čolna pa so bili njegovi motorji; z vsemi petimi je lahko dosegel hitrost 40 vozlov. Toda motorji so se stalno kvarili, nakar so ugotovili, da čoln ne more pluti s hitrostjo večjo od 6 in manjšo od 40 vozlov, saj se je takrat največ kvaril. Zaradi tega so se odločili, da bodo čoln večino poti vlekli za seboj.
Za zavarovanje celotne pomorske sile pa so operaciji 23. marca dodali še dva rušilca razreda hunt: HMS Atherstone in HMS Tynedale.

### Nemci v Saint-Nazairu
Potem, ko so Nemci zasedli leta 1940 atlantsko obalo, so pričeli z izgradnjo podmorniških hangerjev v obstoječih pristaniščih (Brest, Lorient, Saint-Nazaire, La Rochelle in Bordeaux). Da bi jih primerno zavarovali, so uporabili obstoječo francosko obrambno oborožitev (zastareli 194mm topovi) in opremo ter jo hkrati nadgradili s svojo. Vsa obalna artilerija je spadala pod poveljstvo kapitana Zuckschwerdta, ki je bil pomorski poveljnik Loare in je bil tako odgovoren za zaščito celotnega ustja reke. Na voljo je imel obalni artilerijski bataljon, zračnoobrambno brigado in druge manjše enote, ki so spadale pod poveljstvo pristaniščnega poveljnika. 280. pomorski artilerijski bataljon, pod poveljstvom kapitana Dieckmanna, je bil opremljen s 28 topovi kalibra od 75 do 240mm. 22. pomorska protiletalska obramba, pod poveljstvom kapitana Karl-Conrada Meskeja, je bila opremljena s 43 topovi, večinoma kalibra 20, 37 in 40mm; le-ti topovi so lahko uporabili tako proti letalom kot ladjam oz. kopenskim ciljem. Meckejeva enota je bila opremljena tudi s 4 150mm žarometi in številnimi 60mm žarometi. Znotraj pristanišča pa so se nahajali tudi pripadniki Kriegsmarine (pristaniško osebje, podmorniške posadke,...), člani organizacije Todt ter 4 pristaniški obrambni čolni ter 10 minolovcev. Tako je bilo v Saint-Nazairu okoli 5.000 Nemcev. V okolici pristanišča pa se je nahajala tudi 333. pehotna divizija

### Načrt
Cilji operacije so bili naslednji (po redu pomembnosti):
- uničenje obeh bazenov normandijskega suhega doka;
- uničenje pristaniških naprav, povezanih z dokom (črpalka, električni generatorji,...);
- uničenje vseh zapornic, ki vodijo v notranje bazene;
- uničenje vojaških plovil, ki bi se nahajale v pristanišču (še posebej podmornice) ter
- uničenje vseh drugih vojaških in pristaniških objektov[29].

Celotna pomorska sila je bila razdeljena na 5 skupin:
- prednja skupina: MGB 314 in dva torpedna čolna (ML 270 in ML 160);
- skupina 3: HMS Campbeltown;
- skupina 1 (leva stran): ML 447, ML 457, ML 307, ML 443, ML 306, ML 446;
- skupina 2 (desna stran): ML 192, ML 262, ML 267, ML 268, ML 156, ML 177;
- zaščitna skupina: torpedna čolna MI 298 in MTB 74 ter
- spremljevalna skupina: HMS Atherstone in HMS Tynedale[30].

Po prečkanju Rokavskega preliva se naj bi čolni razporedili v bojni razpored, pri čemer naj bi prednja skupina zagotavljala zaščito pred morebitnimi plovili v pristanišču in jih napadla s torpedi. Tik pred zapornico bi se skupina umaknila, nakar naj bi se Campbeltown zabil. Po trku bi ladjo zapustili komandosi, razdeljeni na zaščitne in rušilne skupine. Istočasno naj bi jurišni čolni pristali ob pomolih ter izkrcali svoje komandose. Medtem, ko bi komandosi napadli objekte v pristanišču in uničevali pristaniško mehanizacijo, naj bi MTB 74 torpedirala zapornico severnega vhoda v podmorniški bazen. Jurišni čolni bi tako morali počakati v pristanišču in nato vkrcati vračajoče komandose, ki so opravili svoje naloge. 4 torpedni čolni, ki niso bili naloženi s komandosi, bi ob vrnitvi naložili tudi komandose, ki so se pripeljali s Campbeltownom.
Flotilja
1. MGB 314 - poveljeval je poročnik D. Curtis. Na čolnu so bili tudi: Cmdr. Robert Ryder, podpolkovnik Augustus Charles Newman s šestimi možmi štabne skupine;
2. ML 270 - poveljeval je poročnik C. Irwin;
3. ML 160 - poveljeval je poročnik T. Boyd;
4. HMS Campbeltown - poveljeval je LtCmdr. Stephen Halden Beattie; na krovu so bile 3 skupine komandosov; 1. skupina je bila sestavljena iz 3 rušilnih skupin: poročnik Robert J.G. Burtenshaw (in 6 mož), poročnik Stuart W. Chant (in 4 možje), poročnik Christopher J. Smalley (in 4 možje) in ene zaščitne skupine: poročnik H.G.L. Hopwood (in 4 možje). Druga skupina je bila sestavljena iz dveh rušilnih skupin: poročnik Gerard Brett (in 6 mož), poročnik Corran W.B. Purdon (in 4 možje) in ene zaščitne skupine: poročnik M.C. Denison. Tretja skupina je bila sestavljena iz dveh napadalnih skupin: poročnika John Roderick in J. Stutchbury (in 12 mož) ter stotnik Donald Roy in poročnik J.D. Proctor (in 12 mož).
5. ML 447 - poveljeval je poročnik T. Platt; na krovu je bila napadalna skupina (stotnik David Birney, poročnik W.C. Clibborn in 12 mož);
6. ML 457 - poveljeval je poročnik T. Collier; na krovu je bila nadzorna skupina W.H. Pritcharda, rušilna skupina poročnika P. Watsona (in 4 možje) in zaščitna skupina podporočnika W.H. Watsona (in 4 možje);
7. ML 307 - poveljeval je poročnik N. Wallis; na krovu je bila rušilna skupina stotnika E.W. Bradleyja (in 6 mož);
8. ML 443 - poveljeval je poročnik K. Horlock; na krovu je bila rušilna skupina (poročnik A.D. Wilson, poročnik J.A. Bonvin, podporočnik P. Basset-Wilson in 12 mož) in zaščitna skupina poročnika J.B. Houghtona;
9. ML 306 - poveljeval je poročnik I. Henderson; na krovu je bila rušilna skupina (poročnik R.O.C. Swayne in 8 mož) in zaščitna skupina (poročnik J. Vanderwerve in 4 možje);
10. ML 446 - poveljeval je poročnik H. Falconar; na krovu je bila napadalna skupina (stotnik E.S. Hodgson, poročnik N. Oughtred in 12 mož);
11. ML 192 - poveljeval je LtCmdr. W.L. Stephens: na krovu je bila napadalna skupina (stotnik Michael Burn, poročnik T.G. Peyton in 12 mož);
12. ML 262 - poveljeval je poročnik E. Burt; na krovu je bila rušilna skupina (poročnik Mark Woodcock in 8 mož) in zaščitna skupina (poročnik R.F. Morgan in 4 možje);
13. ML 267 - poveljeval je poročnik E. Beart; na krovu je bila rezervna skupina RSM A. Mossa (in 13 mož);
14. ML 268 - poveljeval je poročnik A. Tillie; na krovu je bila rušilna skupina (poročnik H. Pennington in 12 mož) in zaščitna skupina (poročnik M. Jenkins in 4 možje);
15. ML 156 - poveljeval je poročnik Leslie Fenton; na krovu je bila napadalna skupina (stotnik R.H. Hooper in 13 mož);
16. ML 177 - poveljeval je poročnik Mark Rodier; na krovu je bila napadalna skupina (TrpSM G. Haines in 13 mož)]];
17. ML 341 - poveljeval je poročnik Douglas Briault;
18. MI 298 - poveljeval je poročnik N.R. Nock;
19. MTB 74 - poveljeval je podporočnik R. Wybb;
20. HMS Atherstone - poveljeval je kapitan Robin Jenks;
21. HMS Tynedale;
22. HMS Sturgeon.

### Urjenje
Istočasno, ko so se pomorske sile zbirale, so pričeli komandosi z urjenjem. Le-ti so prišli iz naslednjih komandosov: No. 1, No. 2, No. 3, No. 4, No. 5, No. 9 in No. 12. Prvotno so celotno skupino razdelili na tri vrste: rušilne, varnostne in napadalne skupine. Rušilne skupine so sestavljali posebej izurjeni minerci, pri čemer je vsak nosil 45 kg eksploziva; zaradi tega so bili oboroženi le s pištolami colt. Ker so bili tako slabo oboroženi, so vsaki rušilni skupini dodali še varnostno skupino, ki so jo sestavljali komandosi, ki so bili oboroženi s puškomitraljezi in brzostrelkami Thompson. Napadalne skupine, ki so bile oborožene z avtomatskim in polavtomatskim orožjem, pa so imele nalogo napasti in uničiti sovražnikove kopenske položaje ter tako omogočiti nemoteno delovanje rušilnih skupin. 
Komandosi so pričeli urjenje v mestu Firth of Forth na otoku Burnt, kjer so se usposobili za delo z eksplozivi. Urjenje so nadaljevali v pristanišču Rosyth, kjer so se seznanili z delovanjem suhih dokov ter kako najti in onesposobiti ključne strojne mehanizme. Konec februarja so komandoško skupino razdelili na dve manjši skupini ter jih poslali v pristanišči Cardiff in Southampton, kjer so nadaljevali z urjenjem na kraju. Urjenje v Southamptonu je bilo pomembno tudi zaradi tega, ker so suhi dok King George V. zgradili po načrtih normandijskega doka. Rušilne skupine so morale nenehno plezati v notranjost doka in postavljati eksploziv na ključna mesta; sprva so vaje opravljali podnevi, potem z zavezanimi očmi in končno tudi ponoči. V času urjenja so komandose peljali tudi na več pomorskih potovanj, da bi se znebili morske bolezni ter nekatere celo peljali v klavnico in operacijske sobe, da bi se navadili pogleda na kri.
Da bi zagotovili prepoznavo komandosov v noči med operacijo, so komandose opremili z belimi pasovi in škornji z gumijastimi podplati. Vsaka skupina je imela tudi svoje razpoznavno geslo, ki je bil priimek poveljnika skupine. Skupno geslo pa je bilo War Weapons Week in odgovor: Weymouth.
18. marca je Newman predstavil načrt vsem častnikom, naslednji dan pa še vsem drugim. Takrat jim je tudi ponudil možnost, da prostovoljno odidejo brez posledic, a so vsi ostali, kljub temu, da jih je Mountbatten v svojem nagovornem pismu že označil za odpisane. 
Zdaj so se pričele podrobne vaje; vsaka skupina posebej se je sestala z Newmanom in skupaj so predelali načrt operacije in natančno določili njihovo pot med operacijo. Vsak član skupine si je tako moral zapomniti vse značilnosti naloge svoje skupine; pri tem so si pomagali z zemljevidi pristanišča ter z letalskimi posnetki. 
Ker so sumili, da v pristanišču Falmouth deluje nemški vohun, so veliko časa posvetili protiobveščevalni dejavnosti. Tako so celotno enoto poimenovali kot 10. protipodmorniško udarno skupino; njena naloga naj bi tako bila urjenje, predenj se bi odpravili v tropske kraje. Da bi podkrepili to dezinformacijo, so na ladje natovorili tudi večje količino tropskih čelad in uniform. 21. marca je potekala navidezna generalna vaja te skupine, ko naj bi izvedli napad na Devonport. Enote Home Guard so uspešno obranile pristanišče pred »nesposobnimi mornarji«.
Ryder je šele naslednji dan obvestil mornariške častnike o pravem namenu njihove operacije; s celotno operacijo so bili seznanjeni le kapitani in njihovi prvi častniki.
25. marca pa so pripadnike obvestili tudi, katero pristanišče bodo napadli. Zadnji dan so opravili tudi zadnje priprave: vsi so se skopali in dobili so nove uniforme, da bi preprečili infekcije ob primeru ran; odstranili so vse prepoznavne oznake razen činov; dokončno so pobelili pasove; napisali oporoke ter še zadnjič očistili orožje in preverili opremo.

### Letalska podpora
Kraljevo vojno letalstvo (RAF) naj bi zagotovilo širok obseg bombardiranja; njihova letala naj bi pričela z bombardiranjem pristanišča 27. marca ob 22:00. Do polnoči naj bi tako bombardirali pristanišče, nato pa premaknili svoje cilje proti mestnemu centru. Letalski napad naj bi se končal on 01:30, pri čemer naj bi imel predvsem diverzantsko nalogo - odvrniti pozornost Nemcev stran od pristanišča in komandoškega desanta tam. 
Tik pred izvedbo operacije pa se je izkazalo, da je RAF zagotovil premajhno število bombnikov in sicer le 35. Šele 24. marca je Mountbatten dosegel, da so povečali število bombnikov na 62. Toda piloti so dobili zelo dvoumne ukaze; leteli naj bi na višini 2000 m, pri čemer naj bi spuščali le posamezne bombe na cilje, ki jih bodo vizualno potrdili.  

## Operacija

### Približevanje
Operacija se je pričela dopoldne 26. marca, ko je flotilja zapustila ob 12:30 Falmouth in se usmerila proti Franciji. Potem, ko je flotilja zapustila britanske teritorialne vode, je zavzela protipodmorniško formacijo in plula s hitrostjo 10 vozlov. V ospredju je bil Atherstone, medtem ko sta bila na njegovih bokih Tynedale (ki je vlekel MGB 314) in Campbeltown (ki je vlekel MTB 74). Po šestih urah plovbe je flotiljo zapustila letalska zaščita. Ponoči je plovba minila brez posebnosti, a to se je spremenilo ob sedmih zjutraj, ko je Tynedale opazila nemško podmornico. MGB 314 se je odpela in Tynedale je odplul proti podmornici in odvil se je krajši spopad, v katerem se je podmornica navidezno potopila. Flotilja je nadaljevala plovbo; U-593 se je šele on 14:20 dvignila na površje in sporočila srečanje s flotiljo ter sporočila smer (le-ta je bila napačna, saj je flotilja vmes že zamenjala smer). Kmalu zatem je flotilja naletela na skupino francoskih ribiških ladij. Ker so se bali, da se na ladjah nahajajo nemški opazovalci, so potopili dve ladji in premestili ribiški posadki na spremljevalna rušilca; ribiči so zagotovili, da v skupini ni Nemcev in flotilja je nadaljevala pot; le-ti ribiči so se pozneje pridružili Svobodni francoski vojni mornarici. Popoldne so izvedeli, da je Saint-Nazaire zapustilo pet nemških rušilcev; pozneje se je izvedelo, da so se odzvali na sporočilo U-593 in odpluli v napačno smer. Ob 18:30 pa je motor na ML 341 odpovedal, s čimer ni več mogel pluti enako hitro. Komandose so premestili na ML 446 in M341 je odplula nazaj. Ob 20:00 je flotilja priplula v bližino obale in tu sta se ustavila spremljevalna rušilca; Ryder in Newman sta se preselila na MGB 314. V času plovbe preko Rokavske preliva so tako 5 zamenjali smer plovbe, medtem ko so šestič zamenjali smer ob srečanju s podmornico.
Da bi flotilja zaplula v ozki dostopni kanal, so ob 22:25 srečali podmornico HMS Sturgeon, ki je opravljala nalogo svetilnika in tako usmerila flotiljo v kanal. Ob polnoči se je pričel britanski letalski napad, ki pa ni najbolje uspel. Zaradi nizkih oblakov in strahu pred civilnimi žrtvami bombniki niso odvrgli vseh bomb in so nato krožili nad mestom, da bi pritegnili pozornost Nemcev. Flotilja je brez težav plula mimo nemške radarske postaje pri Le Croisicu in ob 00:30 je vplula v ustje reke. Čez 15 min je plula tudi mino položajev 75mm topov pri Pointe de Gildas in ponovno je nihče ni opazil. Kapitan Mecke je bil vznemirjen zaradi čudnega obnašanja bombnikov, ki niso napadala v jatah, ampak so posamezni bombniki leteli naokrog in občasno odvrgli kakšno bombo. Zato je ob 01:00 ukazal prenehanje protiletalskega streljanja in opozoril svojo enoto na možnost padalskega napada. Ob 01:17 je opazovalec pri Sainte-Marcu opazil floto in o tem obvestil poveljstvo, ki pa so zavrnili njegovo poročilo kot neresnično. Ob 01:20 pa se je njihova srečala končala; pri Les Moréesu je flotiljo zadel iskalni žaromet. Zaradi podobnosti z nemškimi rušilci obalne posadke niso vedele, kaj storiti in so zato oddale le opozorilne strele. V flotilji se je odzval Pike, ki je oddal nemške signalne kode in sporočilo, da se približuje nemška flotilja; Nemci so sprejeli njegovo sporočilo in prenehali z obstreljevanjem. Kmalu zatem so se oglasili tudi topovi na severnem obrežju in tudi tokrat je delovalo lažno sporočilo. Ker pa je flotilja pospešila hitrost in se ni ustavila (kot so narekovala nemška pravila za tako situacijo), je poveljstvo ugotovilo, da se približuje sovražna flotilja. 5 min pred ciljem pa se je pričelo splošno obstreljevanje. Campbeltown je spustil nemško zastavo in dvignilo britansko, hkrati pa je Ryder ukazal streljanje z vsemi orožji. V zunanjem pristanišču je MGB 314 napadlo nemško stražno ladjo Sperrbrecher in jo vrgla iz boja; vse nadaljnje britanske ladje, ki so plule mimo, so nadaljevale z obstreljevanjem stražne ladje. Zaradi velikosti je bila večina nemškega ognja namenjena Campbeltownu; Beattie je ukazal povečati hitrost na 20 vozlov, a vseeno so Nemci ubili njegovega krmarja in intendanta (ki je nadomestil krmarja), tako da je krmilo prevzel Tibbits. Malo predenj se je prikazala zapornica, je nemška obramba zadela prednji top in ubila vso posadko in bližnje komandose. Ob 01:34 je Campbeltown končno zadela zapornico; 4 minute po načrtu.

### Izkrcanje
MGB 314, ML 270 in ML 160 so se obrnili na sredo reke, kjer so zagotavljali ognjeno podpor, ko so se Campbeltownovi komandosi izkrcali. Beattie je poskrbel, da se je vsa posadka uspešno izkrcala, še prej pa so dokončno potopili ladjo, da bi bila čim bolj ukleščena v zapornico. Kljub temu, da ni več plula, je Campbeltown ostal primarni cilj nemške obrambe.
Skupina 2, na desni strani, je imela nalogo izkrcati komandose pri Starem vhodu. Vodilni čoln skupine, ML 192, je bil neposredno zadet v strojnico, zaradi česar ga niso morali več upravljati in je treščil v kamniti zid. Stephens je ukazal zapustitev ladje, a ker v bližini ni bilo nobenega možnega pristanišča, je večina posadke in komandosov utonila; rešili so se le 4 mornarji in 5 komandosov. Ob celotne komandoške skupine je le poveljnik, stotnik Michael Burn, dosegel obalo in se odpravil uničevat svoje cilje. Naslednja čolna, ML 262 in ML 267, sta v zmedi zgrešila pristajališče in sta se moral vrniti na izhodišče položaje, da bi ponovno poskusila pristati. Sledil je čoln ML 268, ki je opazil napako in se pravilno usmeril; toda ko je zapustil sredino reke, je čol uničil neposredni zadetek: padlo je pol mornarjev in 16 komandosov. Naslednji čoln, ML 156, je bil tudi večkrat zadet in je zgrešil pristajališče. V drugem poskusu so bili hudo ranjeni vsi trije pomorski častniki in poveljnik komandosov, zato so se odločili, da prenehajo operacijo in zapustijo pristanišče. Le zadnji čoln iz skupine, ML 177, je uspel pristati in izkrcati vse komandose. MGB 314 je nato vplula v pristanišče in izkrcala štabno skupino na severne stopnice. Dva čolna, ki sta prvič zgrešila pristajališče, sta se vrnila: ML 262 je izkrcal svoje komandose, toda kmalu po izkrcanju so se komandosi vrnili, ker so napačno opazili raketni signal za vrnitev na ladje; čoln je pobral komandose in odplul na prosto. Zaradi vsega tega manevriranja so čoln večkrat zadeli in jo hudo poškodovali, a je bil vseeno možen pluti. ML 267 se je približal pristajališču, a je bil ob tem izpostavljen močnemu ognju in je bil uničen; umrlo je 11 mornarjev in 8 komandosov. Zadnja je v pristanišče vplula MTB 74.
Skupina 1, na levi strani, je imela nalogo izkrcati komandose na Starem znamenju. Prvi v skupini je bil čoln LM 447, ki je bil neposredno zadet; zaradi tega je zgrešil pristajališče in se moral vzvratno vrniti. Ob tem je bil čoln večkrat zadet in posadka je morala zapustiti čoln. Naslednji čoln, ML 457, je bil bolj uspešen in je uspel izkrcati vse komandose; vrnil se je na sredo reke, da bi pobral vračajoče komandose. Sledil je ML 307, ki je zgrešil pristajališče, nato pa še nasedel; posledično so se odločili, da ne bodo izkrcali komandosov, ampak bodo pluli po pristanišču in obstreljevali nemško obrambo. Naslednja sta bila čolna ML 443 in ML 306, ki sta tudi zgrešila pristajališče in sta se zaradi zmede in močnega ognja vrnila nazaj na sredino reke, brez da bi izkrcala komandose. Tudi zadnji čoln, ML 446, je zgrešil pristajališče; ker je večina posadke padla, je tudi ta čoln prekinil izkrcanje in se vrnil. Ob tem jih je kril MTB 74. 

### Bojevanje v pristanišču
Stotnik Michael Burn (iz ML 192) je sam prodrl do protiletalskih stolpov, kjer bi morala njegova skupina uničiti topove, a je odkril, da so prazni. 
Skupina višjega podčastnika Hainesa se je izkrcala iz ML 177 in se približala svoje izhodišču, kjer je morala počakati na skupino stotnika Hooperja, da bi skupaj uničili topove med Starim vhodom in Starim svetilnikom. 
Skupina, pod poveljstvom poročnika Woodcocka, se je izkrcala iz ML 262, a se je takoj vrnila nazaj na čoln zaradi napačno interpretiranega raketnega signala; isto se je zgodilo s skupino podčastnika Mossa.
Campbeltownovi komandosi so se pod hudim ognjem izkrcali. Roderickova skupina je napadla topovski položaj in ga uničila; nato je uničila še betonski bunker s 37mm topom. Premaknila se je tudi k tretjemu topovskemu položaju, a je bil le-ta že uničen. Zato so se odpravili k zadnjemu cilju skupine, k podzemnim tankom goriva; kljub njihovim prizadevanjem se niso vneli, zato so prekinili napad in zavzeli obrambne položaje v okolici. Drugo skupino s Campbeltowna je vodil poročnik Roy; sprva so napadli dva topova na vrhu črpalke, ki jih je posadka zapustila, nato pa so se odpravili k svojemu najpomembnejšemu cilju - Staremu vhodnemu mostu; postavili so obrambne položaje in pripravili eksploziv, da ga bodo uničili. Sledila je rušila skupina pod vodstvom poročnika Chanta, ki je imela nalogo uničiti črpalko. Ko so vstopili v črpalko, so ugotovili, da se razpored prostorov razlikuje od Southamptona, zato so nekaj časa iskali glavno strojnico. Nastavili so eksploziv in uspešno uničili stroje; potem so se vrnili in zažgali še razlito gorivo. Skupina se je vrnila k Staremu svetilniku. Naslednja je bila skupina Smalleyja, ki je uspešno uničila zaporniška vrata; toda ko so se vrnili na čoln, so prejeli neposredni zadetek in vsi so padli. Skupina poročnika Williama Etchesa je imela nalogo uničiti severne zapornice, a ji to ni uspelo, ker ni mogla odpreti vrata v poslopje strojnice. 
Medtem, ko so po pristanišču divjale rušilne in varnostne skupine, se je iz MGB 314 izkrcala štabna skupina pod Newmanovim poveljstvom. Tu bi se jim morala pridružiti tudi prištabna skupina, a je Mossova skupina umrla na ML 267. Newtonu pa se je pridružila Hainesova skupina (iz ML 177), ki je nato varovala štab.
Pri Starem svetilniku se je prva izkrcala skupina poročnika Watsona, ki se je pridružila Waltonovi in Pritichardovi skupini. Le-ta je imela nalogo nadzorovati postavljanje eksplozivov. Drugi dve skupini (Watsonova in Waltonova) pa sta zagotavljali zaščito; toda ko sta skupini prišli do Place de la Vielle Ville, sta se zaradi nemškega streljanja skupini ločili, a sta obe bili pod hudim ognjem in več pripadnikov je padlo, med njimi tudi Walton. Pritchardova skupina je tako šla proti mostu D po drugi poti, ki je bil zapuščen, a na drugi strani je bil nemški mitralješki položaj, ki je kril most. Pritchard in še en komandos sta tako odšla okoli po pristanišču, da bi ugotovila potek operacija; ugotovila sta, da nobena skupina ni napadla podmorniško bazo in elektrarno. Ob vračanju sta naletela na Nemce, ki so smrtno ranili Pritcharda; le-ta je še ukazal svojemu podčastniku, da pobegne.

### Bitka na reki
Potem, ko so ugotovili, da je Campbeltown uspešno opravil svojo nalogo, je Ryder ukazal MTB 74, da napade zunanje zapornice podmorniške baze. Wynn je uspešno opravil nalogo in se vrnil k rušilcu, da pobere še nekaj posadke. Ko je to opravil, je Wynn ukazal polno hitrost (40 vozlov) in se usmeril proti morju. Toda na poti je opazil dva rešilna čolna in ukazal ustaviti čoln, da bi pobrali brodolomce; čoln se je ustavil neposredno pred topom 170mm. Po dveh neposrednih zadetkih je bil čoln zadet in Wynn je ukazal evakuacijo čolna.
Trije torpedni čolni (ML 160, ML 270 in ML 298) so napadali nemške položaje pri Starem vhodu. Ob tem je bila ML 270 zadeta, zakar se je Irwin odločil, da odpluje nazaj proti morju. Kljub temu, da je bil tudi ML 160 večkrat zadet, se je Boyd odločil, da pluje k potapljajočemu se ML 447 in reši posadko. To mu je uspelo in na poti proti morju je rešil še tri možje; uspelo mu je doseči morje kljub samo enemu delujočemu motorju. ML 298 je bila tudi zadeta večkrat; odpravila se je, da bi pobrala komandose, a jih ni našla. Ob tem je čoln zajel madež gorečega goriva; tako je čoln gorel, ko je plul po reki proti morju. Posledično so bili dobra tarča za nemško artilerijo, ki je uspela večkrat zadeti čoln in ga potopiti. ML 262 se je odpravila na pomoč ML 457, ki je bil močno poškodovan. ML 177 je pobrala posadko s Campbeltowna in se tako vračala s skoraj 50 možmi na krovu, ko jo je potopil 75mm top tik pred morjem. Čolni ML 307, ML 443, ML 306 in ML 446 so uspešno pripluli v morje. V tem času se je Ryder preselil na MGB 314; sprva je čoln plul po pristanišču, da bi nadzoroval izvajanje operacije; tako je bil izpostavljen močnemu sovražnem ognju, zaradi česar je padlo več članov posadko. Ryder je tako ukazal umik proti morju. 

### Umik komandosov
Ko so komandosi opravili svoje naloge, so se večinoma vrnili k Newmanu, kjer so ugotovili, da pomorska evakuacija ni več možna. Odločili so se, da bodo poskušali izpasti iz pristanišča v upanju, da bodo potem srečali francosko odporniško gibanje oz. pobegnili preko Španije v Gibraltar. Preživeli komandosi so se razdelili na skupine po 20 mož, pri čemer je vsaka skupina iskala svojo rešilno pot. Večina komandosov se je prebijala proti podmorniški bazi. Na poti so komandosi zavzeli dvižni most in nadaljevali preboj. Toda v tem času so v mesto in pristanišče prispele prve okrepitve iz 679. pehotnega polka, ki so postavile blokade izven mesta in nato pričeli napredovati proti pristanišču; ob tem so se spopadali s preživelimi komandosi. 
K obema spremljevalnima rušilcema so uspeli pripluti naslednji čolni: MGB 314 in ML 270 (ki sta skupaj sami odpluli proti Angliji), skupaj sta pobegnili tudi ML 156 in ML 446 ter nato še skupina štirih čolnov (ML 160, ML 307, ML 443 in ML 306). Zadnji čoln, pod vodstvom poročnika Hendersona, pa ni imel sreče, saj je naletel na 5 vračajočih se nemških rušilcev, ki so bili odposlani prejšnjega dne. Ker so bili Nemci v premoči, so bili prepričani, da se bo britanski čoln predal, zato ga tudi niso napadali. Toda Henderson je ukazal, da se strelja z vsem orožjem. Jaguar jih je prepričeval, da se naj predajo, a so Britanci vedno odgovorili z ognjem. Šele potem, ko je od posadke 28 mož bilo 20 mrtvih in ranjenih, je edini zavestni častnik na čolnu, poročnik Swayne, ukazal predajo. Poveljnik Jaguarja, kapitan Paul, ni zaupal zaradi prejšnjih poskusov, zato je bil prepričan o predaji, šele ko je Swayne dal častno besedo, da se ne bodo več upirali. Čez teden dni je Paul srečal v ujetništvu Newmana in mu predlagal, da naj predloži za visoko odlikovanje strelca na čolnu, ki se je najdlje upiral.
Od 17 čolnov je tako na spremstvo rušilcev čakalo le 5. ML 156 je bil tako poškodovan, da so morali tudi ta čoln zapustiti; posadko so premestili na rušilec Atherstone. Malo pred 08:00 so zagledali nemški bombnik He 111, ki pa jih ni napadel, ampak se je vrnil in dokončno potopil ML 156. Čez deset minut se je ostanku flotilje pridružil britanski beaufighter, ki pa je priletel skoraj istočasno z nemškim Ju 88; v spopadu se je beaufighter namerno zaletel v junkersa. RAF je tako poslal letala iz 22 letališč, ki so branila vračajočo flotilja; v spopadih je bilo sestreljenih 5 nemških in 2 britanski letali. Admiral Forbes je v dodatno zaščito poslal še dva rušilca in sicer: HMS Cleveland in HMS Brocklesby; slednji je v obrambi tudi sestrelil nemški Ju 88. Konvoj je pričel potovati vse bolj počasi, saj so čolni vse bolj zajemali vodo: tako so se odločili, da bodo potopili čolne MGB 314, ML 270 in ML 446. Ta odločitev se je izkazala za pametno, saj so Nemci poslali za flotiljo več kot sto bombnikov, ki pa niso uspeli najti flotiljo, ki je povečala hitrost na 25 vozlov. 
Od vseh čolnov, ki so sodelovali v operacijo, so se tako v domače pristanišče vrnili le štirje: ML 341 (ki se je pokvaril na poti) in ML 443, ML 307 ter ML 160, ki so dejansko vpluli v pristanišče in se vrnili domov.

### Eksplozije
Potem, ko se je večinoma že končalo iskanje preživelih komandosov po pristanišču in mestu, so Britanci nestrpno pričakovali eksplozijo Campbeltowna. Kljub temu, da so Nemci vzpostavili koridor okoli rušilca, se je na njen krov povzelo več sto Nemcev in tudi Francozov, ki so preiskovali razbitino. Ob tem so predvsem naleteli na močno založeno shrambo, a eksploziva pa niso odkrili. Ob 09:00, ko bi se morala zgoditi detonacija, se ni zgodovilo nič. Eksplozija je odjeknila šele ob 10:35 in njen rezultat je bil še učinkovitejši od načrtovanega. Moč eksploziva je dvignila zapornico iz ležajev in jo porinila v sam dok; ostanek rušilca je pod pritiskom vode tudi zaplul v dok in tam dokončno potonil in tako še bolj zagozdil dok. 
Ob 16:00 je eksplodiral prvi Wynnov torpedo, ki je povzročil pravo razburjenje v pristanišču. Nemci so pričeli preiskovati francoske hiše, če so slučajno spregledali kakšne komandose. Za 21:00 so napovedali policijsko uro. Ob 22:00 je eksplodiral še drugi torpedo; ta je povzročil še več razburjenja, saj so Nemci mislili, da so Francozi sprožili upor znotraj mesta in pristanišča. Ponoči so tako streljali na vse, kar se je premikalo ter so tako ubili več Francozov in tudi Nemcev. Hitler je ukazal preiskavo in izsledki preiskave so pokazali naslednje pomakljivosti, zaradi katerih je napad uspel: nezadostno upoštevanje možnosti britanskega napada, neupoštevanje možnosti letalskega napada, nepravilno poročilo podmornice, pomanjkljivo letalsko izvidništvo, nezadostno patruljiranje po ustju reke, pomanjkanje radijskih povezav nad čolni in kopnim ter obstoj le ene radarske postaje v vsem pristanišču. 
Peterici komandosov (desetarji Douglas, Wheeler, Sims, Howarth in vojak Harding) pa je uspelo pobegniti iz mesta in se sami oz. s pomočjo Francozov prebiti v Vichyjsko Francijo ali Španijo.

## Posledice

### Vojaški pokopi
56 padlih Britancev je danes pokopanih na angleškem vojnem pokopališču Escoublac la Baule. 

### Podeljena odlikovanja
| 5x Viktorijin križec - Stephen Halden Beattie - Thomas Frank Durrant (posmrtno) - Augustus Charles Newman - Robert Edward Dudley Ryder - William Alfred Savage (posmrtno) 4x Distinguished Service Order - poročnik T.W. Boyd - poročnik T.D.L. Platt - major William O. Copland - stotnik Donald W. Ray 17x Distinguished Service Cross - podporočnik W.H. Arnold (ML 446) - poročnik E.A. Burt (ML 262) - podporočnik L.A. Clegg (ML 307) - poročnik D.M.C. Curtis (MGB 314) - poročnik L. Fenton (ML 156) - poročnik A.R. Green (MGB 314) - poročnik C.S.B. Irwin (ML 270) - Warrant Engineer W.H. Locke (Campbeltown) - podporočnik N.G. Machin (ML 156) - poročnik N.R. Lock (ML 258) - Lieutenant-Commander W.L. Stephens (ML 192) - podporočnik J.A. Tait (ML 160) - poročnik N.T.B. Tibbits (Campbeltown) - poročnik C.W. Wallach (ML 270) - poročnik N.B.H. Wallis (ML 307) - podporočnik R.T.C. Worsley (MGB 314) - podporočnik R.C.M. V Wynn (MTB 74) 11x Vojaški križec - poročnik Gerard Brett (No. 12 Commando) - stotnik Michael Burn (No. 2 Commando) - poročnik S.W. Chant (No. 5 Commando) - stotnik S.A. Day (No. 2 Commando) - poročnik W.W. Etches (No. 3 Commando) - stotnik R.K. Montgomery (Special Service Brigade) - poročnik C.W.B. Purdon (No. 12 Commando) - poročnik J.M. Roderick (No. 2 Commando) - poročnik R.O.C. Swayne (No. 1 Commando) - stotnik A.F.A.J. Terry (No. 2 Commando) - poročnik W.H. Watson (No. 2 Commando) 24x Distinguished Service Medal - Stoker L.H. Ball (ML 262) - Motor Mechanic H. Bracewell (ML 443) - Leading Seaman P. Brady (Ml 443) - Leading Seaman F.H.C. Catton (ML 270) - Ordinary Telegraphist G.C. Davidson (ML 192) - Able Seaman J.L. Elliot (ML 270) - Petty Officer R. Hambley (ML 298) - Petty Officer Motor Mechanic F.S. Hemming (MGB 314) - Stoker L.A. Holloway (ML 270) - Chief Engine-Room Artificer H. Howard (Campbeltown) - Leading Seaman F. McKee (MGB 314) - Able Seaman C.H. Miller (ML 177) - Leading Motor Mechanic F. Morris (ML 160) - Able Seaman T.A.D. Moyes (ML 156) - Petty Officer W.J. Newman (Campbeltown) - Able Seaman F. Ormiston (ML 446) - Leading Seaman F. Overton (ML 447) - Leading Signalman F.C. Pike (MGB 314) - Able Seaman P. Reeves (ML 156) - Ordinary Seaman J.S. Roberts (ML 307) - Able Seaman F.A. Smith (MGB 314) - Stoker Petty Officer R.F. Underhill (Campbeltown) - Petty Officer Motor Mechanic C.D. Walker (ML 160) - Ordinary Seaman F.J.W. Woodward (ML 307) | 4x Conspicuous Gallentry Medal - Petty Officer L.S. Lamb (ML 160) - Able Seaman D.N. Lambert (ML 447) - Chief Motor Mechanic W.H. Lovegrove (MTB 74) - Ordinary Seaman A.W. Tew, (ML 446, No. 2 Commando) 51x omenjen v poročilih - podporočnik G. McNaughton Baker (ML 447) - Stoker E.C. Barber (ML 457) - Stoker Petty Officer C.W.H. Baxter (Campbeltown) - Able Seaman E.W. Bennett (Campbeltown) - Able Seaman H.E. Bott (Campbeltown) - Mr. J. Bourne (Campbeltown) - poročnik R.J.G. Burtenshaw (No. 5 Commando) - poročnik H.S. Chambers (ML 447) - Ordinary Seaman Douglas Clear (ML 298) - poročnik T.A.M. Collier (ML 457) - poročnik M.C. Denison (No. 2 Commando) - Private A.J. Elliott (No. 2 Commando) - poročnik H.G.R. Falconar (ML 446) - poročnik C.H.C. Gough (Campbeltown) - Private J.E.H. Gwynne (No. 2 Commando) - Ordinary Seaman G.H. Hallett (ML 192) - Mr. H. Hargreaves, Torpedo Gunner (Campbeltown) - poročnik I.B.H. Henderson (ML 306) - Private W.A. Holland (No. 2 Commando) - Mr. J.N.G. Holman (Press) - poročnik H.G.L. Hopwood (No. 2 Commando) - Lance-Corporal A. Howarth (No. 2 Commando) - Ordinary Telegraphist A.H. Jones (Campbeltown) - Sergeant A.W. King (No. 1 Commando) - Leading Seaman W.E.F. Leaney (ML 262) - Leading Seaman Stafford McKeown (ML 262) - Gunner R. Milne (No. 2 Commando) - Able Seaman R.S. Mitchell (ML 177) - poročnik R.F. Morgan South (No. 2 Commando) - Regimental Sergeant-Major A. Moss (No. 2 Commando) - Leading Seaman L.J. Newbold (Campbeltown) - stotnik W.H. Pritchard (Special Service Brigade) - Stoker Petty Office D.C. Pyke (Campbeltown) - Engine-Room Artificer H.J. Reay (Campbeltown) - Leading Seaman S.W. Rivett (ML 268) - poročnik M.F. Rodier (ML 177) - podporočnik Peter Royal (ML 443) - Able Seaman Reginald Rushworth (ML 177) - Leading Seaman W.G. Sargent (ML 306) - poročnik E.M.M. Shields (ML 443) - Lance-Corporal H.L. Simpson (No. 2 Commando) - poročnik C.J. Smalley (No. 2 Commando) - Chief Motor Mechanic George Snowball (ML 192) - Able Seaman A.R.C. Stephens (MGB 314) - Stoker H.A. Stevens (Campbeltown) - poročnik J.F. Stutchbury (No. 2 Commando) - Private R. Thompson (No. 2 Commando) - poročnik A.B.K. Tillie (ML 268) - podporočnik J.A.G. Williamson (ML 307) - poročnik-kirurg W.J.W. Winthrop (Campbeltown - Lance-Corporal A. Young Gordons (No. 2 Commando) ?x Croix de Guerre - Mr. J.N.G. Holman (Press) - Lance-Corporal A. Howarth (No. 2 Commando) - Stoker Petty Office D.C. Pyke (Campbeltown) - Engine-Room Artificer H.J. Reay (Campbeltown) |

### Pristanišče
Normandijski suhi dok je bil tako močno poškodovan, da je bil popravljen šele dve leti po koncu druge svetovne vojne, leta 1947. Operacija je tako uspela, kljub neprimerno več izgubami kot načrtovano. Med samo operacijo se je izkazalo, da čolni z leseno konstrukcijo niso primerni za izvajanje takih nalog, saj je bila večina onesposobljenih še preden so lahko izkrcali komandose. Zaradi tega so pričeli z načrtovanjem in gradnjo posebnih amfibijskih plovil, ki so se izkazala neprimerno bolje.

## Spomin
V spomin na operacijo so v pristanišču Falmouth postavili spomenik z naslednjim napisom: 
OPERATION CHARIOT | OPERACIJA KOČIJA

From this harbour 622 sailors | Iz tega pristanišča je 622 mornarjev

and commandos set sail for | in komandosov odplulo na

the successful raid on St. Nazaire | uspešen napad na St. Nazaire

28th March 1942 168 were killed | 28. marca 1942 168 jih je padlo 

5 Victoria Crosses were awarded | Podelili so 5 Viktorijinih križcev

— • —

Dedicated to the memory of | Posvečeno spominu

their comrades by | njihovih tovarišev

the St. Nazaire Society | Društvo St. Nazaire
Pozneje so spomenik prestavili na pomol princa Walesa v Falmouthu, kjer sta ga 11. junija 2008 ponovno odkrila grof in grofica Cornwalla.
Med 27. in 28. marcem 1982, na 40. obletnico operacije, je kraljica Elizabeta II. Britanska povabila člane društva St. Nazaire, da se vrnejo v francosko pristanišče na krovu Royal Yacht Britannia.

## V popularni kulturi
Na podlagi operacije so posneli več filmov in dokumentarcev. Leta 1968 je izšel film Attack on the Iron Coast. Leta 1973 je BBC izdal televizijski dokumentarec, v katerem so sodelovali tudi nekateri preživeli; predvajan je bil 26. marca 1974 na večer 32. obletnice operacije. Leta 2007 je britanski televizijski voditelj in pisatelj Jeremy Clarkson napisal in predvajal eno urni televizijski dokumentarec Jeremy Clarkson: The Greatest Raid of All Time, ki ga je režisiral Richard Pearson in produciral Andy Wilman za North One Television. James Dorrian, avtor dveh knjig o operaciji, je sodeloval kot svetovalec.
Operacijo so vključili tudi v videoigro Medal of Honor: European Assault. Igralec prevzame vlogo ameriškega poročnika Williama Holta (kljub temu, da v operaciji niso sodelovali Američani), medtem ko so vsi drugi zavezniki Britanci. Igralec mora uničiti nemške rezervoarje za gorivo, nato pa uničiti še elektrarno ter pobegnili izven pristanišča na deželo.